# Запорожская улица (Санкт-Петербург)
Запоро́жская улица — улица в Невском районе Санкт-Петербурга. Проходит от проспекта Обуховской Обороны до улицы Грибакиных.

## История
Первоначальное название Мариинская улица известно с 1906 года, дано по выходившему на улицу учреждению попечительства императрицы Марии Фёдоровны о глухонемых. Первоначально проходила от проспекта Обуховской Обороны до Рабфаковской улицы. В 1917 году улица продлена до улицы Грибакиных.
Современное название Запорожская улица дано 27 февраля 1941 года по городу Запорожье на Украине.